# Хили, Дэн
Дэн (Дан) Хили (англ. Dan Healey; род. 21 марта 1957) — американский и английский историк, славист.

## Биография
В 1981 году закончил бакалавриат в области русского языка и литературы в Торонтском университете. В 1980-х годах работал в индустрии туризма в Канаде, Великобритании и СССР. В 1990-х годах вернулся в науку и в 1998 году в Торонтском университете стал доктором философии.
Преподавал в Университете Суонси (2000—2011), в Редингском университете (2011—2013), в колледже св. Антония Оксфордского университета (с 2013 года).
Его книга Homosexual Desire in Revolutionary Russia: The Regulation of Sexual and Gender Dissent (в русских переводах — «Гомосексуальное влечение в революционной России: регулирование сексуально-гендерного диссидентства» и «Другая история. Сексуально-гендерное диссидентство в революционной России») в 2001 году удостоилась второго места премии Гладстона Королевского исторического общества.
Научные интересы: история ЛГБТ России, русская и советская медицина и психиатрия, русские и советские пенитенциарные учреждения, ГУЛАГ. Один из пионеров исследования истории гомосексуальности в России.